# NGC 3318
NGC 3318 is een balkspiraalstelsel in het sterrenbeeld Zeilen. Het hemelobject werd op 2 maart 1835 ontdekt door de Britse astronoom John Herschel. Het ligt in de buurt van NGC 3318A en NGC 3318B.

## Synoniemen
- ESO 317-52
- MCG -7-22-26
- AM 1035-412
- IRAS10350-4122
- PGC 31533